# Agneta Dreber
Ingrid Agneta Dreber, ogift Olsson, född 9 september 1946 i Enskede församling i Stockholm, är en svensk tidigare politiker (Stockholmspartiet, Miljöpartiet samt Folkpartiet) och ämbetsman.

## Utbildning
Dreber är civilekonom från Handelshögskolan i Stockholm och filosofie kandidat i ryska och engelska från Stockholms universitet. 

## Karriär
Dreber har varit revisor vid Riksrevisionsverket, sekreterare och kanslichef i Jämställdhetskommittén, departementssekreterare i Arbetsmarknadsdepartementet 1977-1984, konsult vid Statens institut för personalutveckling 1984-1985, personalchef vid Riksgäldskontoret 1985-1987, departementsråd i Civildepartementet 1987-1988, borgarråd i Stockholms stad 1988-1991, generaldirektör vid Folkhälsoinstitutet 1992-1999, förvaltningschef vid Produktionsstyrelsen i Stockholms läns landsting 2000-2002 samt verkställande direktör för Livsmedelsföretagen 2002-2012. Hon invaldes som ledamot av Ingenjörsvetenskapsakademien 2018.

### Politisk karriär
Dreber var en av grundarna till Stockholmspartiet 1979 och var personal- och informationsborgarråd i Stockholms stad 1988-1991. Hon var i början av 1980-talet också aktiv i Miljöpartiet och var sammankallande i det politiska utskottet (PU) samtidigt som de två första språkrören tillträdde 1985 (Per Gahrton och Ragnhild Pohanka). På den tiden samarbetade miljöpartiet och Stockholmspartiet.
Hon gick sedan över till Folkpartiet och blev ledamot i dess partistyrelse 1997-1999. Sedan 1999 har hon inte haft några politiska uppdrag.

### Styrelseuppdrag
Dreber har styrelseuppdrag i Handelshögskolan, Länsförsäkringar Stockholm, Swedish Nutrition Foundation, Swedish Institute for Food and Biotechnology samt Stockholms läns landstings sjukvårdsområde. Hon är engagerad i friskvård och var ledamot i Idrottshögskolans styrelse under 1990-talet. Hon var ordförande för Friskis & Svettis 1991-1993. Den 26 mars 2010 blev Agneta Dreber vald till ny ordförande i Sveriges Radio, detta sedan det inte att gått nå enighet kring Lars Leijonborg som ordförande.